# Chapiteau (architecture)
Pour les articles homonymes, voir Chapiteau.

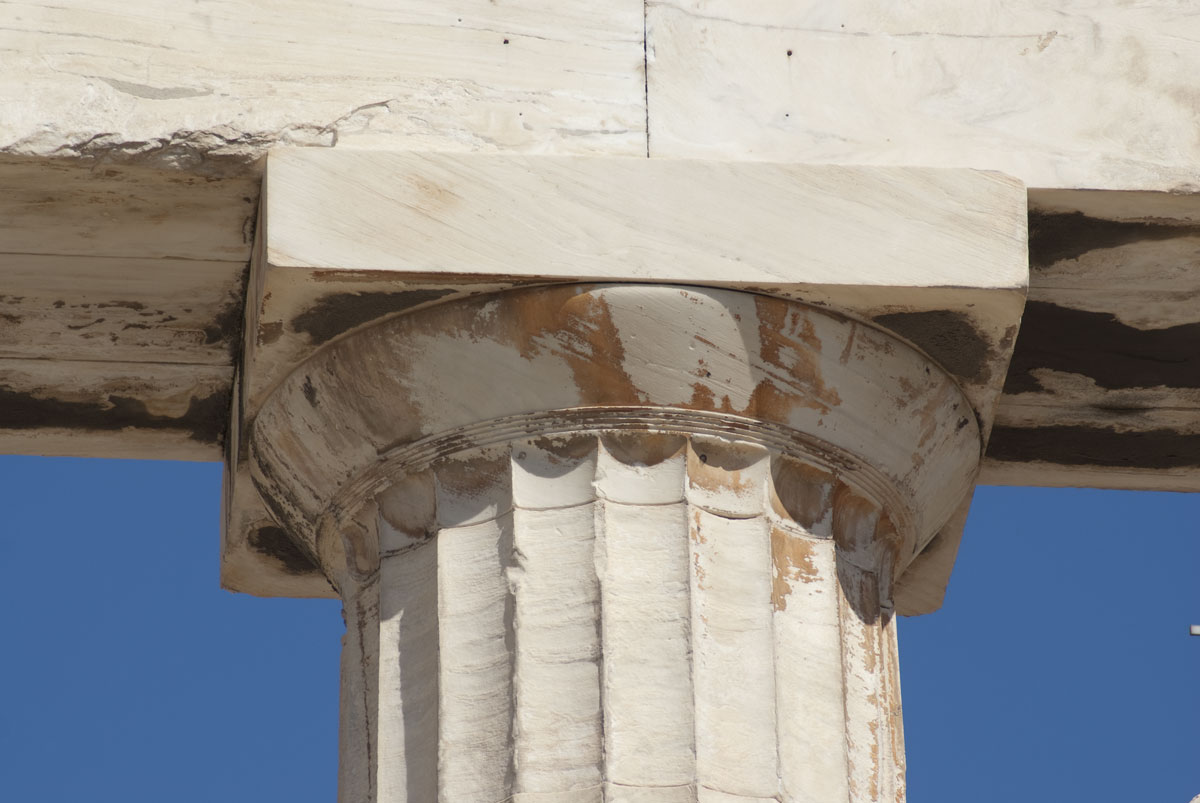
Chapiteau du Parthénon, représentatif de l'ordre dorique.

En architecture, un chapiteau est un élément de forme évasée qui couronne un support vertical et lui transmet les charges qu'il doit porter. D'un point de vue ornemental, il est le couronnement, la partie supérieure d'un poteau, d'une colonne, d'un pilastre, d'un pilier, etc.
Le chapiteau est essentiellement formé d'un corps (échine ou corbeille, consistant en un coussin aplati ou rebondi de même épaisseur placé sur le fût de la colonne) et d'un couronnement (abaque ou tailloir).
Les ordres architecturaux classiques se reconnaissent facilement par leur chapiteau. Le chapiteau peut être convexe, comme dans l'ordre dorique ; concave à la façon d'une cloche inversée, comme dans l'ordre corinthien ; ou en spirale, comme dans l'ordre ionique. Avec l'ordre toscan, ce sont là les formes de base, auxquelles s'ajoutent diverses formes composites.
On désigne aussi par chapiteau, une tranche de marbre, ornée ou non de moulure, que l'on rapporte au haut d'un montant de chambranle, et qui lui sert de couronnement.

## Histoire
Les chapiteaux grecs sont issus des chapiteaux de l'architecture de l'Égypte antique. Ces chapiteaux pouvaient se diviser en trois catégories : les chapiteaux carrés, les chapiteaux évasés et les chapiteaux renflés. Le chapiteau carré n'était qu'un dé de pierre directement posé sur le fût de la colonne, débordant un peu du tambour, mais sans comporter ni doucine, ni profil. Le chapiteau évasé (ou à campane) est tantôt taillé en biseau, tantôt arrondi dans le bas, de manière à présenter la forme d'un vase ou d'une cloche renversée. Le chapiteau renflé diffère du précédent en ce qu'il s'arrondit dans le milieu. Dans les édifices égyptiens, on rencontrait toutes sortes de chapiteaux, de façon qu'il n'y en ait parfois pas deux qui soient semblables. La décoration de ces chapiteaux est empruntée aux plantes, aux hiéroglyphes ou parfois aux figures des dieux. Ainsi sont nés les chapiteaux hathoriques dont les quatre faces sont décorées de têtes sculptées.
En Perse, le tailloir, échancré parfois comme celui du chapiteau corinthien, repose sur deux têtes de chevaux ailés, de taureaux ou de chameaux, sortant d'une touffe de feuillage, ou appuyées sur un double chapiteau.
En Grèce sont nés trois ordres architecturaux, se distinguant notamment par le chapiteau des colonnes, on distingue premièrement le chapiteau dorique, extrêmement simple. Il se compose d'une échine (moulure arrondie ou taillée en biseau) supportant l'abaque, qui est une dalle carrée, assez épaisse et entièrement lisse, sur laquelle s'appuie l'architrave. Ensuite, le chapiteau ionique (précédé par l'ordre éolique), qui est plus élaboré, est formé par une double volute (sortant d'une écorce) reliées par une échine et surmontées par un mince tailloir. Cet ensemble est séparé du fût par un astragale sous lequel est sculpté un large collier appelé gorgerin, parfois orné de perles ou d'oves. Enfin, le chapiteau corinthien, dont les Grecs faisaient peu usage car jugé trop somptueux et donc peu digne, est issu du chapiteau ionique dont il reprend les volutes. D'après la légende, le sculpteur Callimaque, qui aurait créé ce chapiteau, aurait été inspiré par une corbeille sous laquelle des feuilles d'acanthe atrophiées auraient poussé, débordant sur les côtés. Cette corbeille que l'on retrouve dans le chapiteau repose sur un astragale et est surmontée par le tailloir. Au pied de cette corbeille naissent des feuilles d'acanthe de hauteur inégale qui se courbent et s'enroulent sous les angles du tailloir ou en se rencontrant, formant des volutes. Une tige d'acanthe vient compléter le chapiteau en atteignant le tailloir pour y former une fleur appelée la rose.
Les Romains inventèrent, d'après les exemples grecs, deux chapiteaux. Tout d'abord, le chapiteau toscan, qui reprend le caractère sévère du dorique, qui s'était perdu dans le raffinement du décor du dorique romain. En effet, le chapiteau toscan consiste en un tailloir soutenu par une échine, sous laquelle se retrouve l'astragale du dorique romain ainsi qu'un filet. Le chapiteau composite est la seconde création des Romains, qui y mêlèrent l'ionique et le corinthien : les volutes du premier se superposent aux feuilles d'acanthe du second.
Le répertoire décoratif des chapiteaux a pu s'élargir durant l'Antiquité tardive puis le Moyen Âge en s'émancipant des ordres classiques pour les réinterpréter. Ainsi les Byzantins adoptèrent de nouvelles formes, en affectant la forme cubique, ainsi qu'un abandon de la traditionnelle feuille d'acanthe ou ce la branche d'olivier au profit des branches de palmier, légèrement sculptées. Puis les chapiteaux prirent la forme d'une pyramide tronquée et renversée, assez renflée aux arêtes et reliée par une courbure légère à l'astragale. Enfin, des entrelacs et des feuilles stylisées prendront la place des décors naturalistes.
À partir du XIe siècle, de nouveaux chapiteaux apparaissent en Europe occidentale dans l'architecture romane, présentant un évasement très important et des sculptures très variées, toujours inspirées des chapiteaux classiques. À partir du XIIe siècle apparaissent les chapiteaux historiés, notamment au niveau des portails et dans les cloîtres.
Dans l'architecture gothique, le chapiteau joue plus encore le rôle d'un support, puisqu'il est amené à supporter les sommiers des arcs. Ainsi, parfois, certains piliers formés de colonnes accouplées ne sont couronnés que par un unique chapiteaux. Mais à partir du milieu du XIIIe siècle, on commença à donner aux piliers autant de colonnes qu'il y avait d'arcs, et autant de chapiteaux qu'il y avait de colonnes. Aussi le chapiteau a-t-il perdu sa fonction de support pour ne devenir qu'une bague, jusqu'à disparaître complètement. Leur décoration consistait en des entrelacs hérités des chapiteaux romans sur lequel se développent des bourgeons, s'assimilant aux volutes du chapiteau corinthien. Ceux-ci sont accompagnés de feuillages naturalistes de hêtre, de chêne, de lierre, de vigne vierge, de chardon ou encore de fraisier.
A la Renaissance, les artistes se réapproprièrent les chapiteaux classiques qu'ils modifièrent et altérèrent avec plus ou moins de fantaisie.

## Galerie

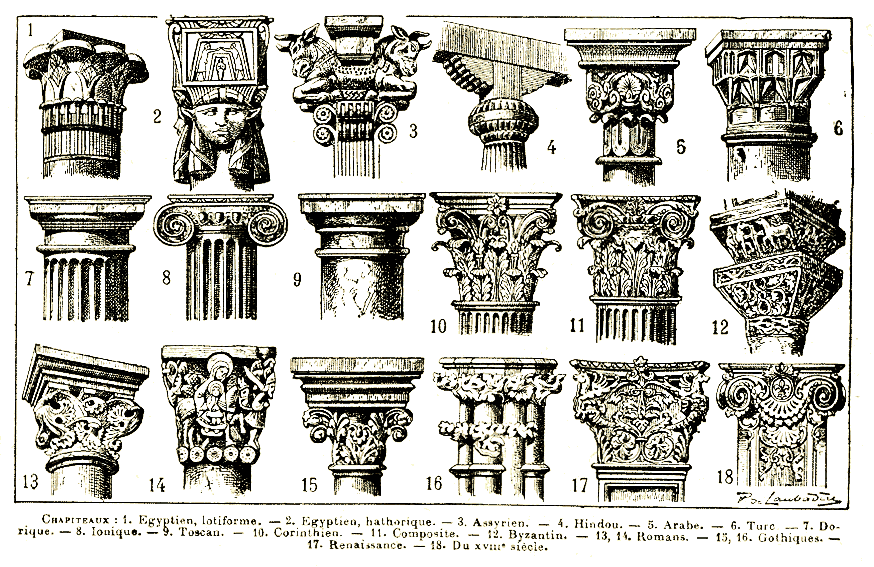
Les formes de chapiteaux d'après le Larousse 1922.
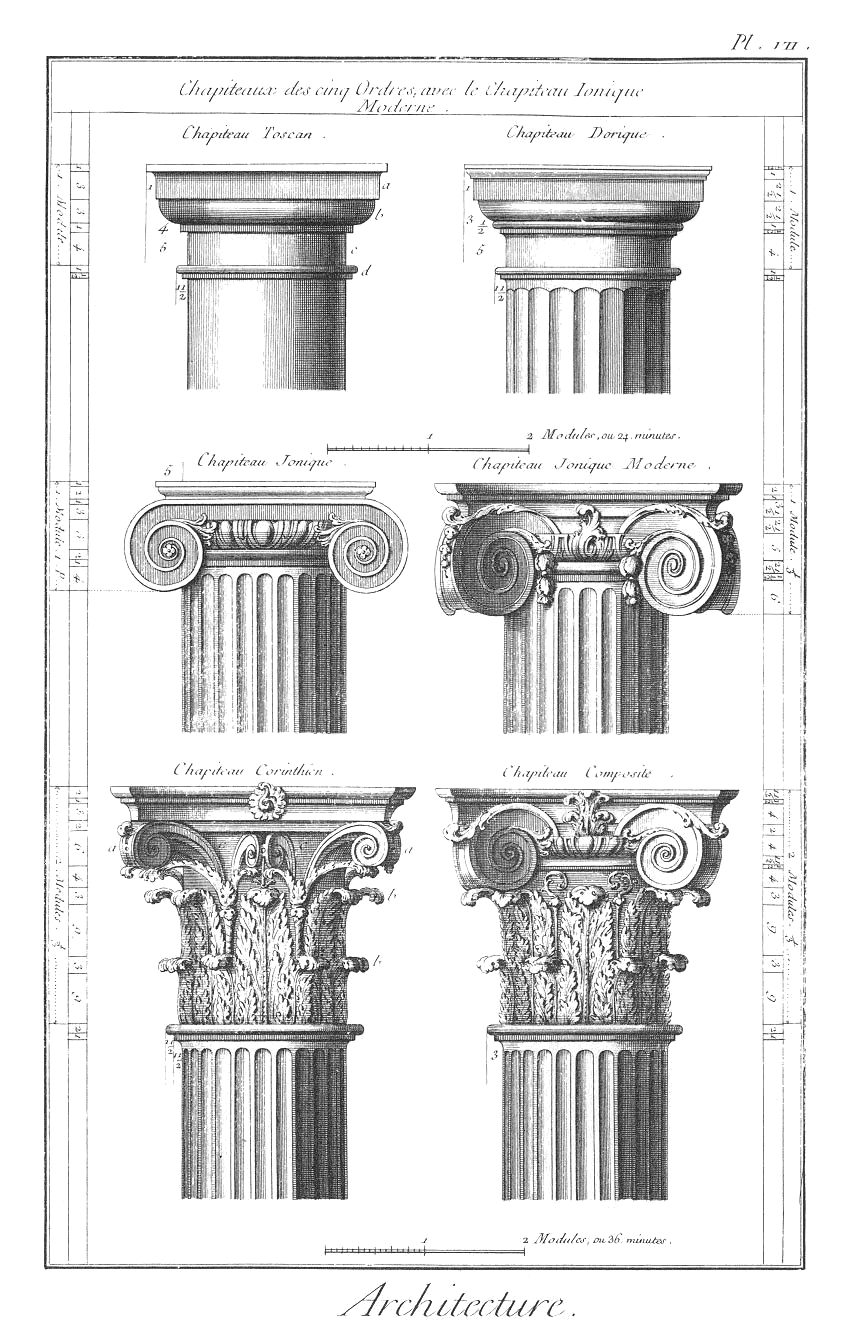
Chapiteaux de formes classiques : A. Toscan. B. Dorique. C. Ionique. D. Ionique moderne. E. Corinthien. F. Composite.
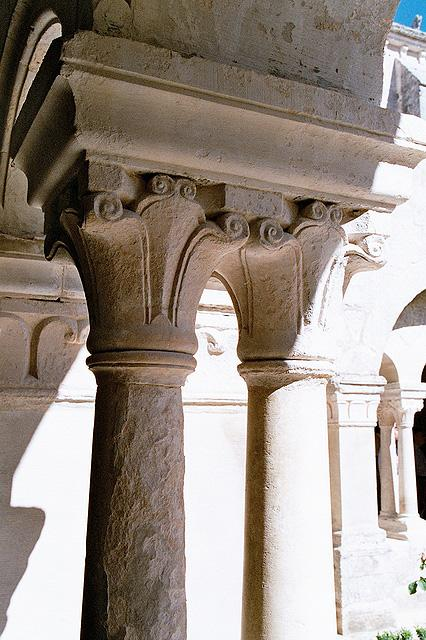
Chapiteau à feuilles d'eau caractéristique des abbayes cisterciennes.
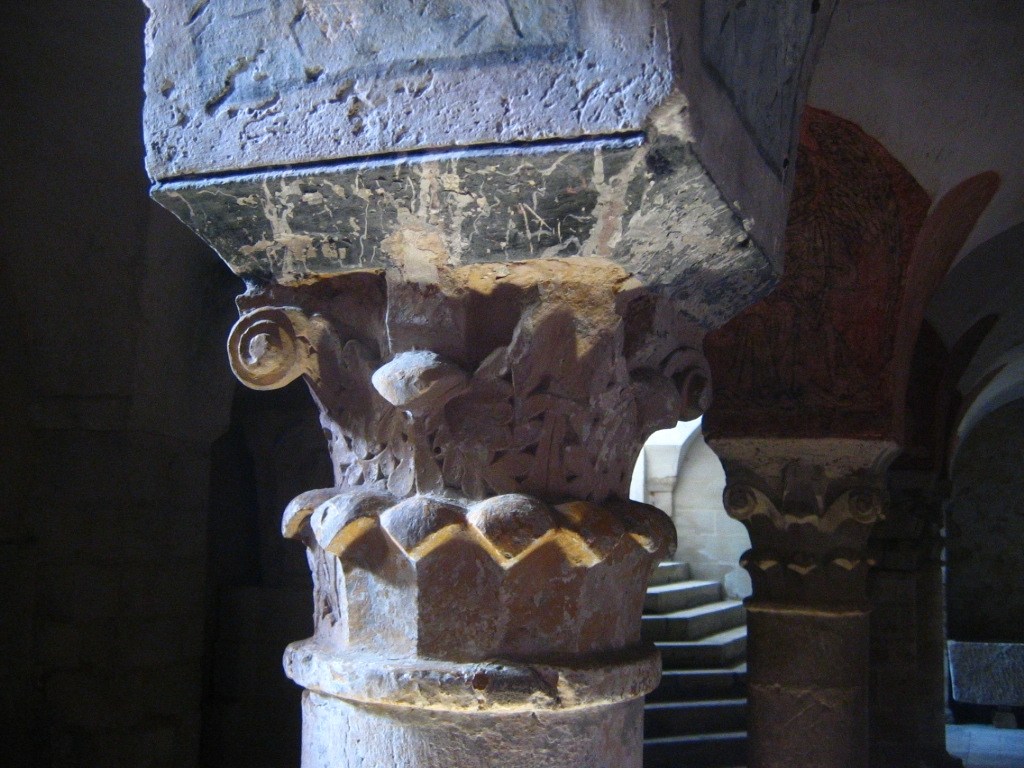
Chapiteau du XIe siècle, crypte de la cathédrale de Bayeux.
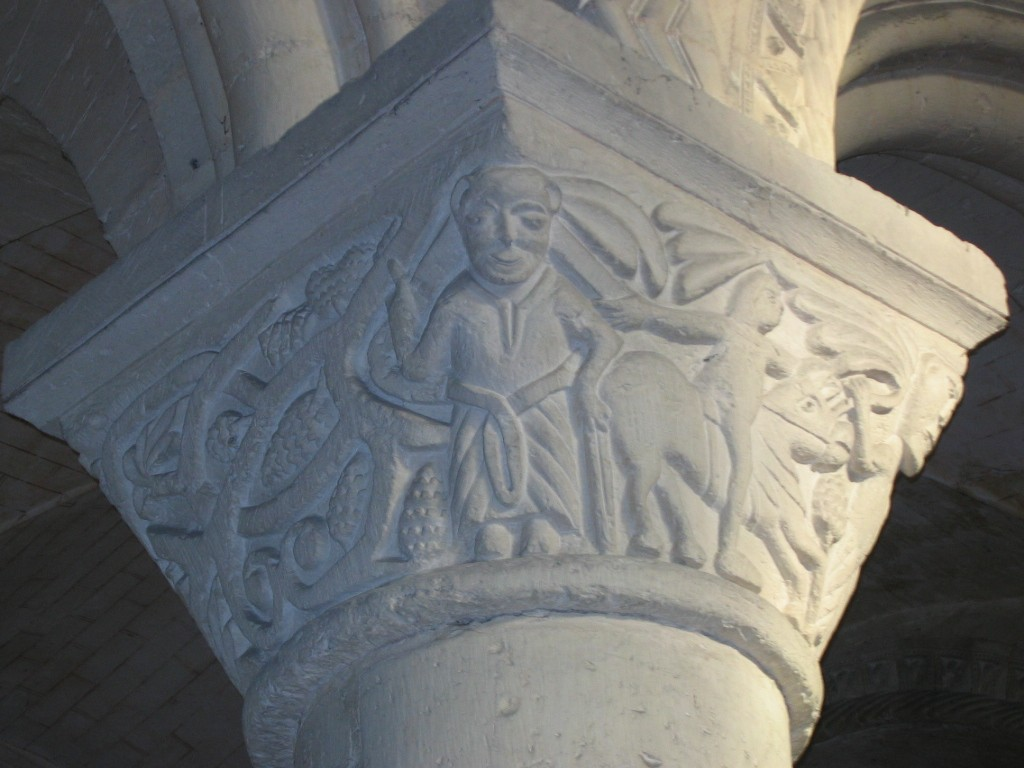
Chapiteau de Saint-Georges-de- Boscherville (Seine-Maritime).
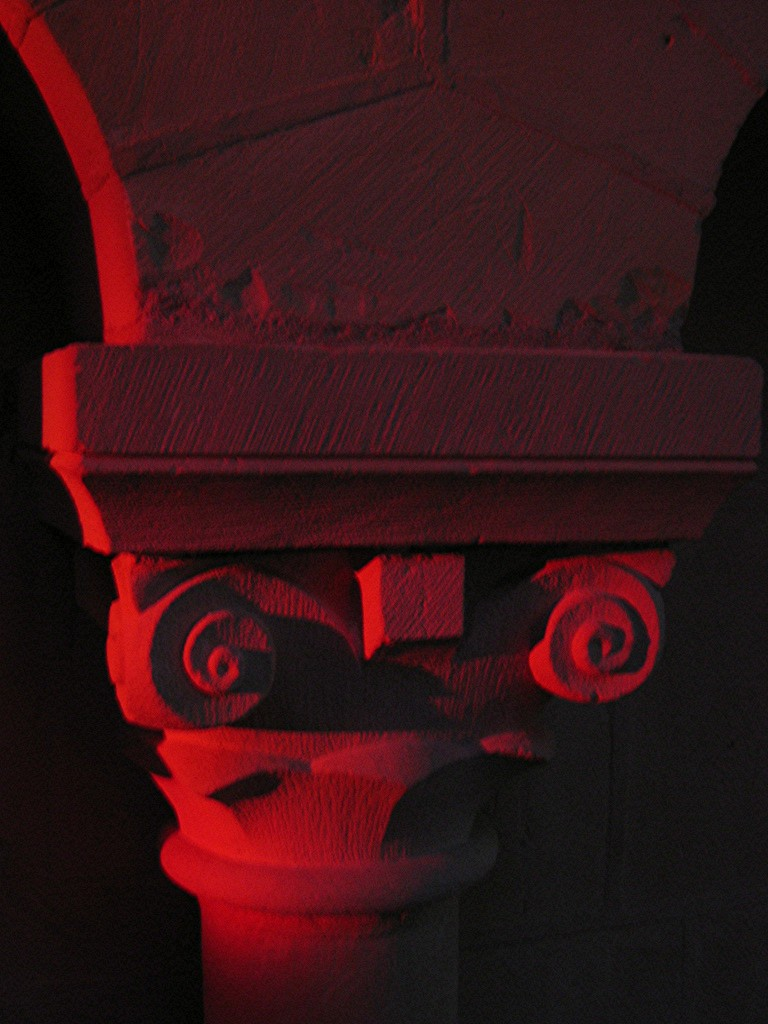
Chapiteau de l'église abbatiale de la Trinité (Caen).
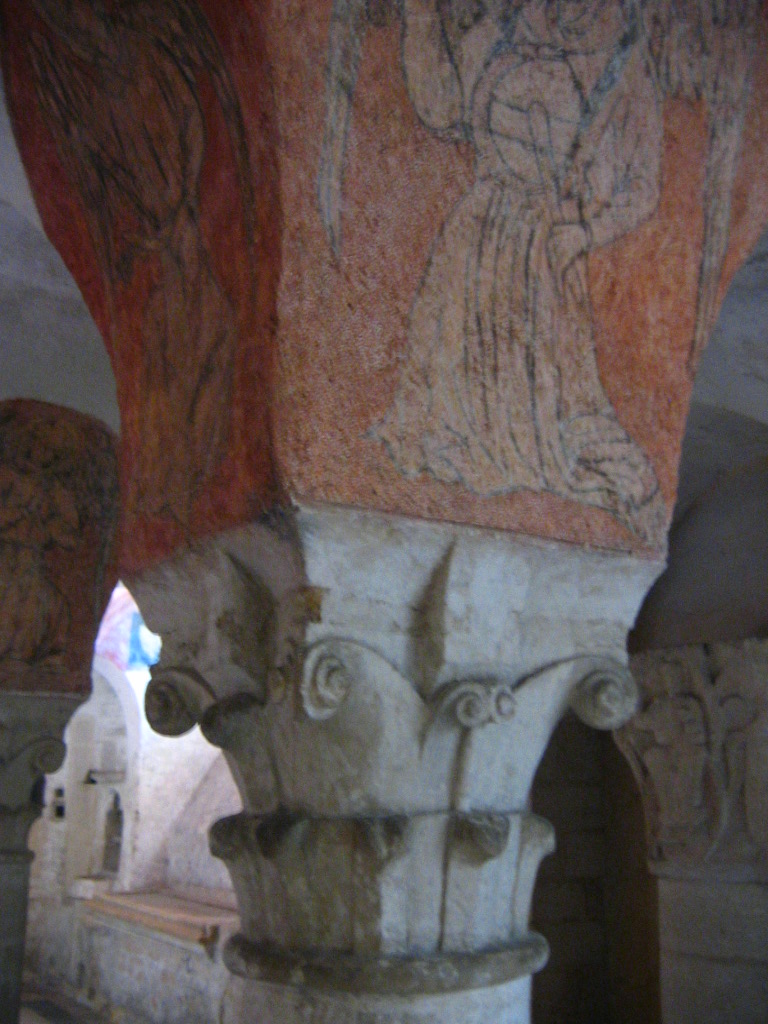
Chapiteau du XIe siècle, crypte de la cathédrale de Bayeux.
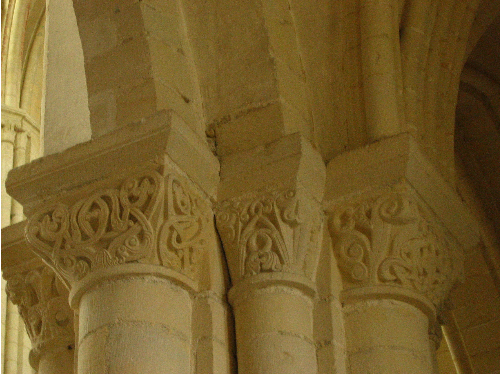
Chapiteaux dans l'abbatiale de Fécamp.
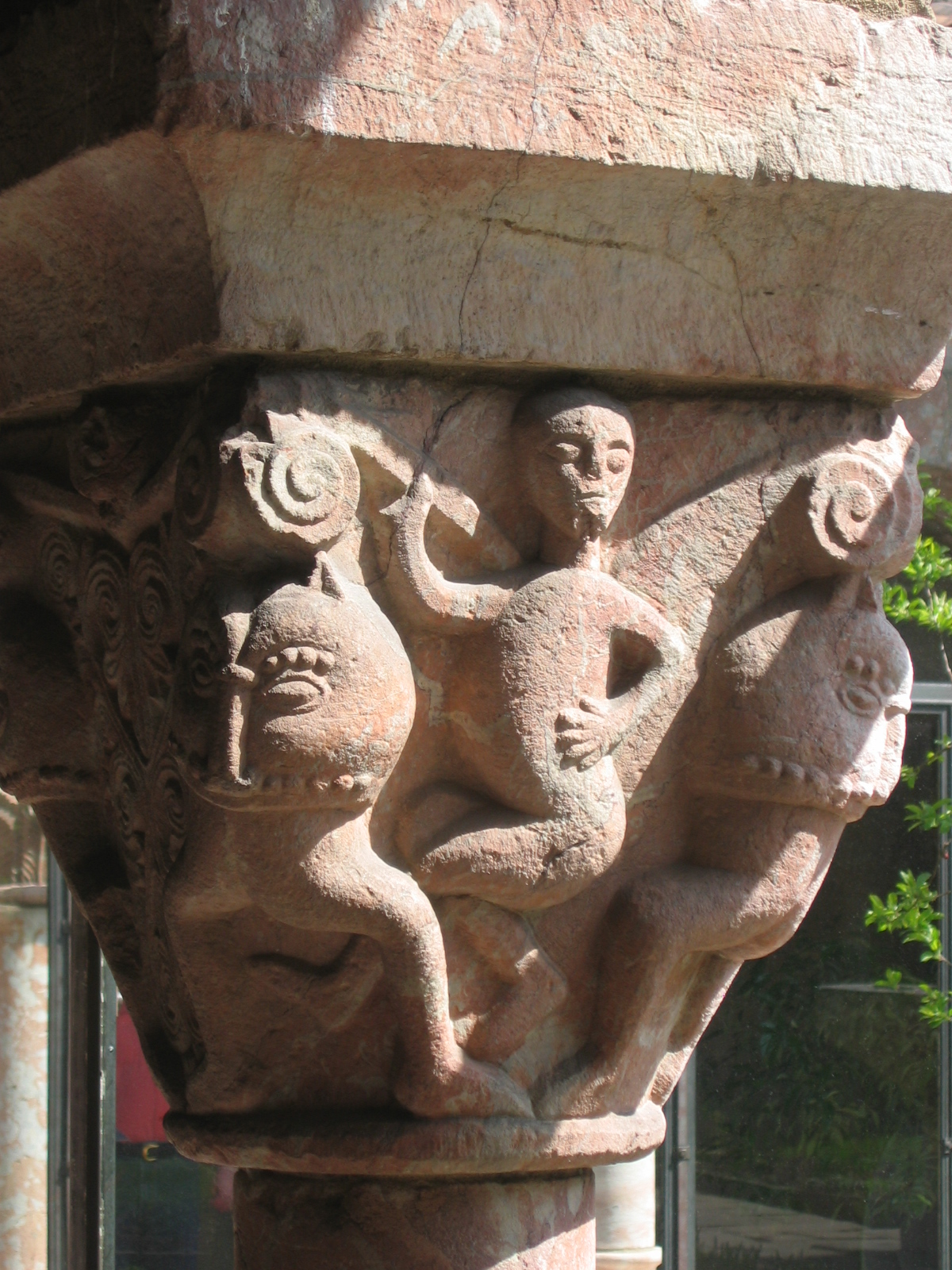
Chapiteau du cloître de Cuxa, The Cloisters (New York).
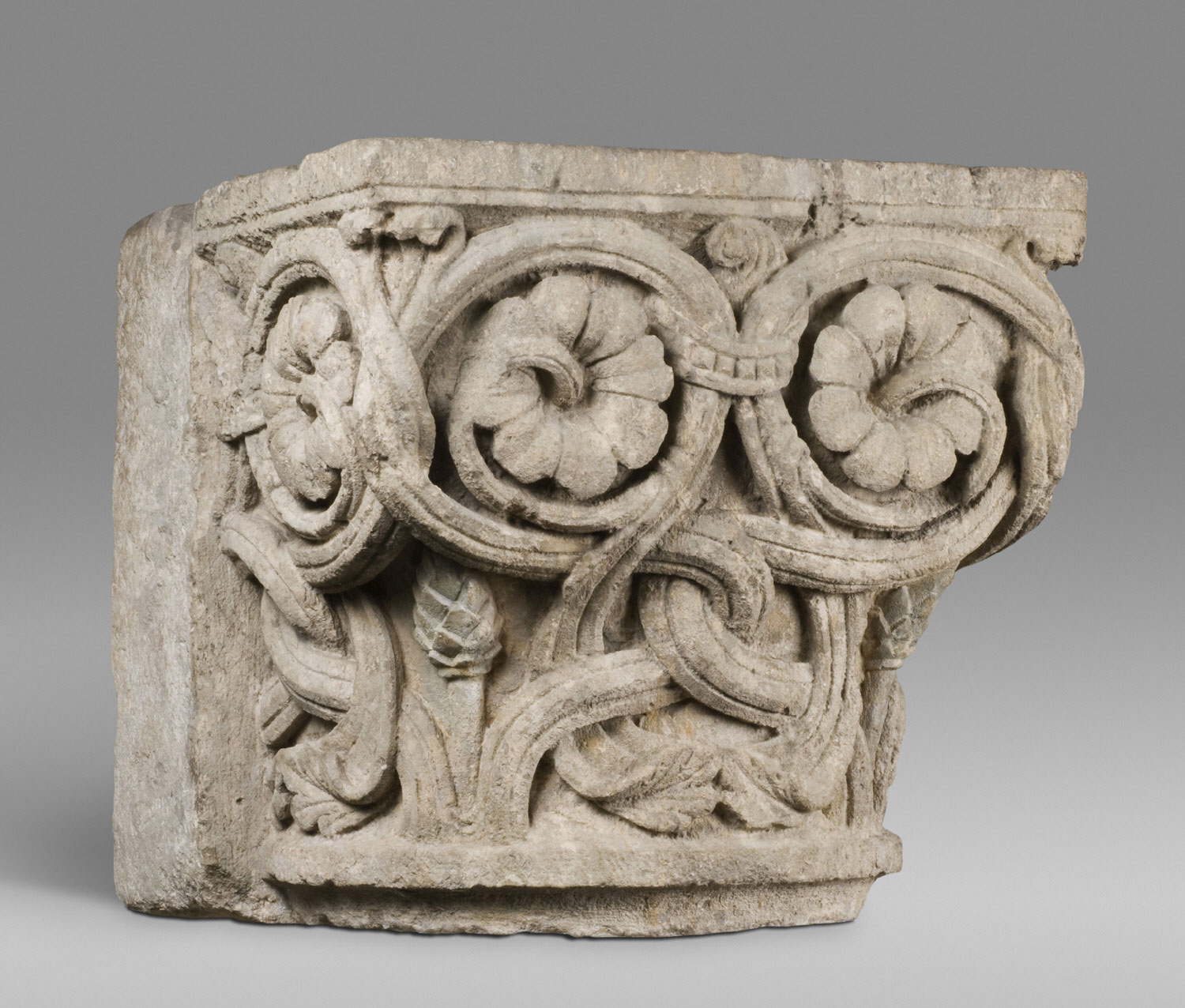
Chapiteau de l'abbaye Saint-Laurent-lès-Cosne (XIe siècle, Musée des beaux-arts de Philadelphie.
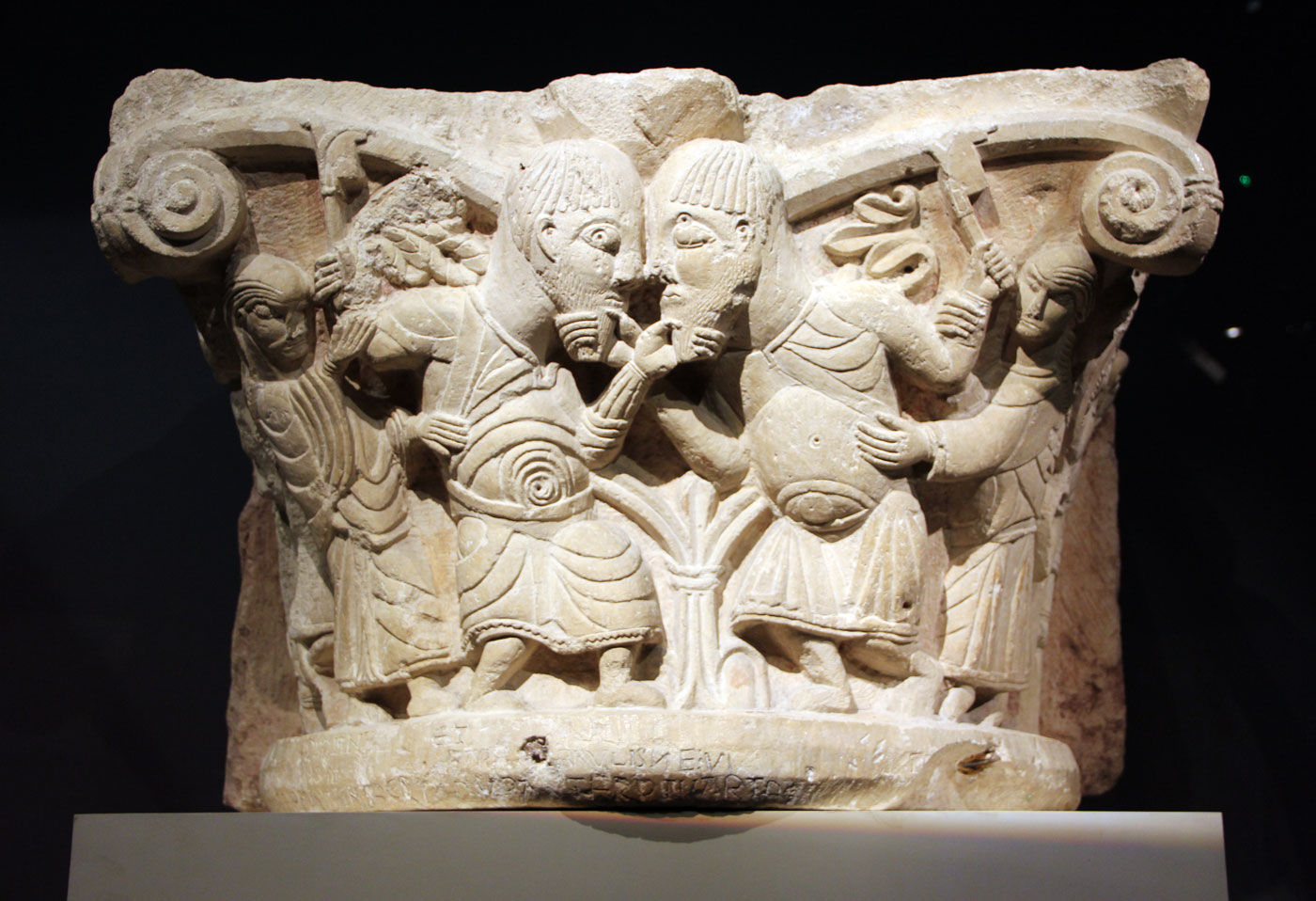
Chapiteau de la dispute, XIe siècle, musée Sainte-Croix de Poitiers.
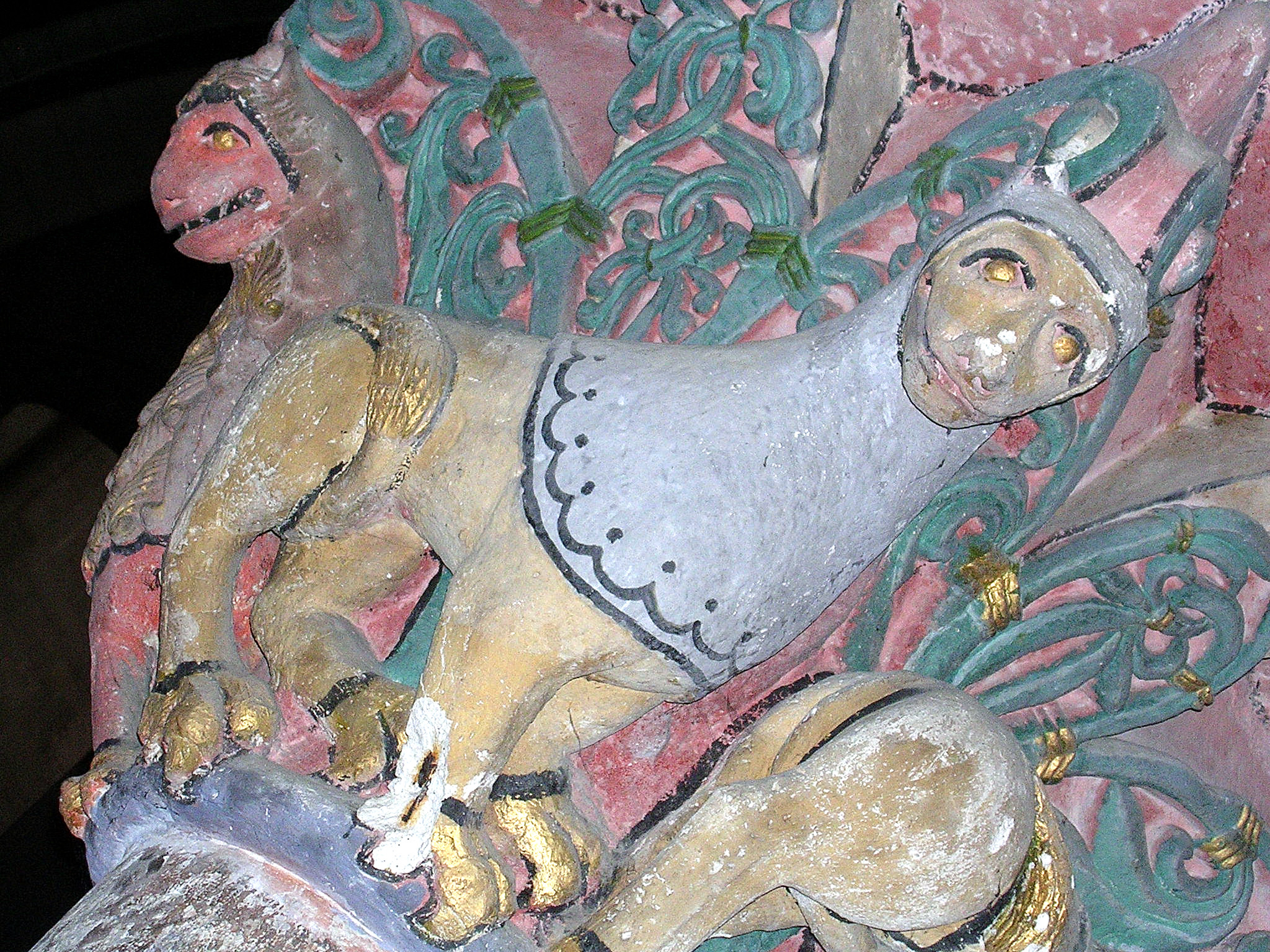
Chapiteau polychrome du XIe siècle de l'abbaye de Saint-Sever.
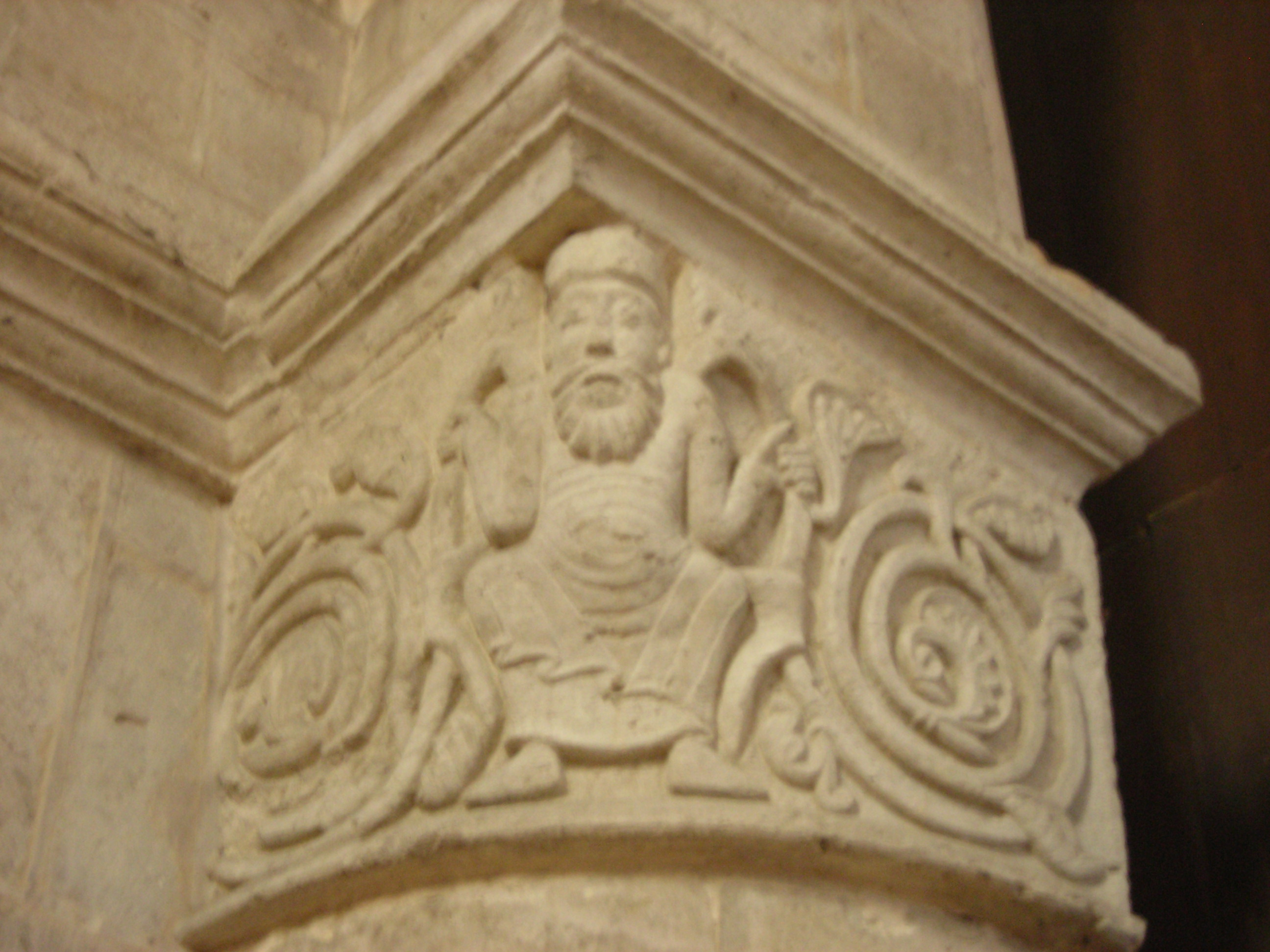
Chapiteau de l'église Notre-Dame-du-Fort à Étampes.
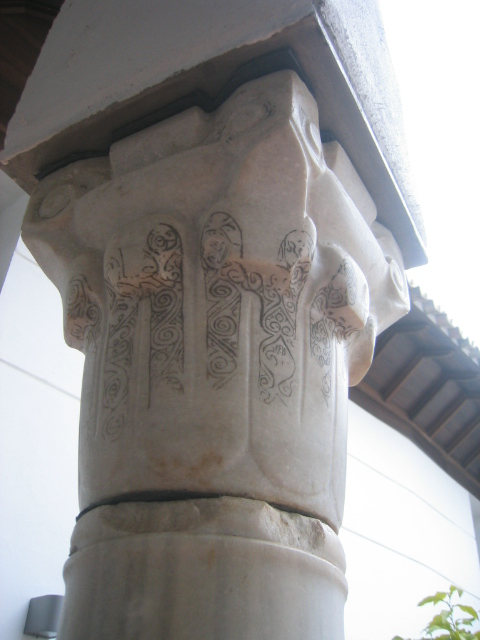
Chapiteau de colonnade dans la maison nasride, La Casa del Gigante, de Ronda (Espagne).
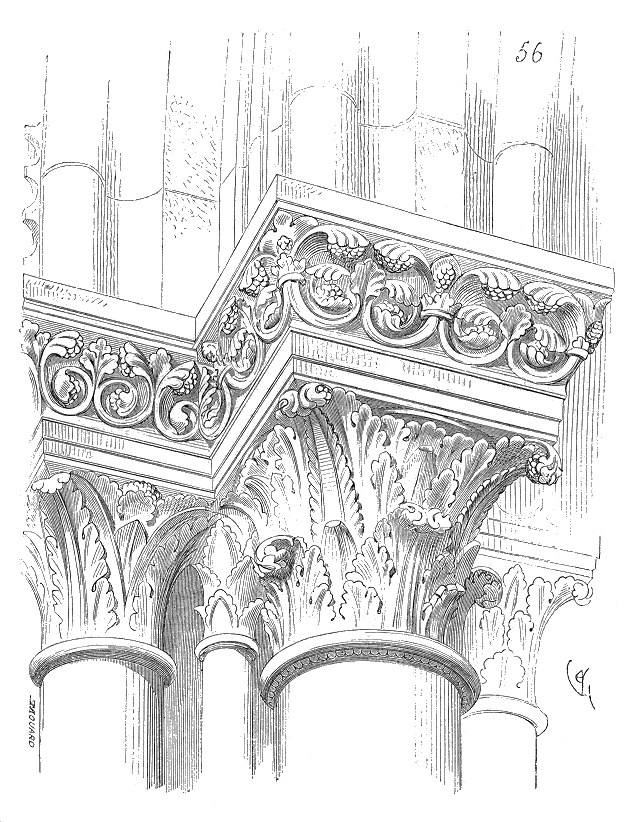
Dessin d'un chapiteau de la cathédrale Saint-Pierre de Lisieux.
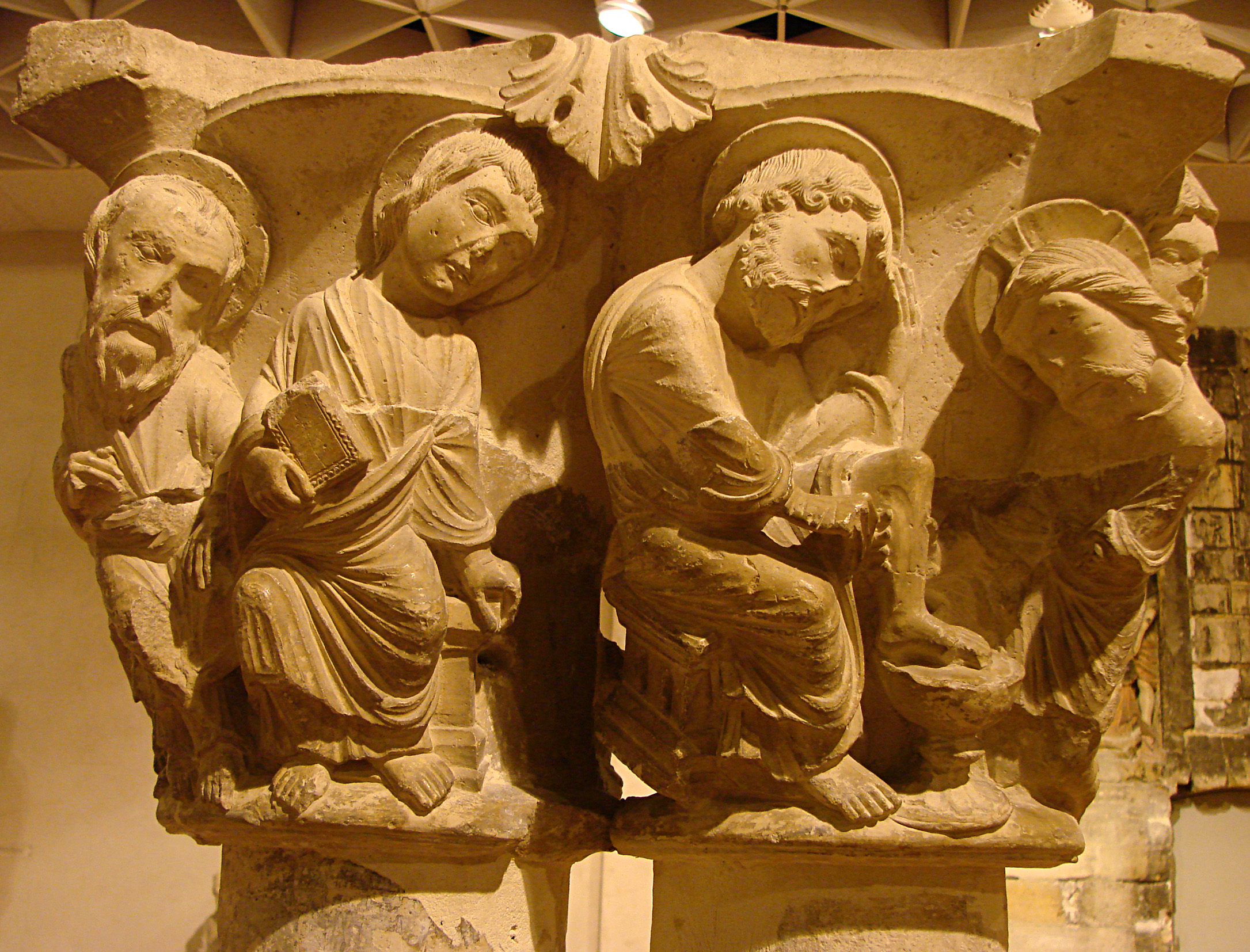
Chapiteau du cloître Notre-Dame-en-Vaux (1170), Châlons-en-Champagne.
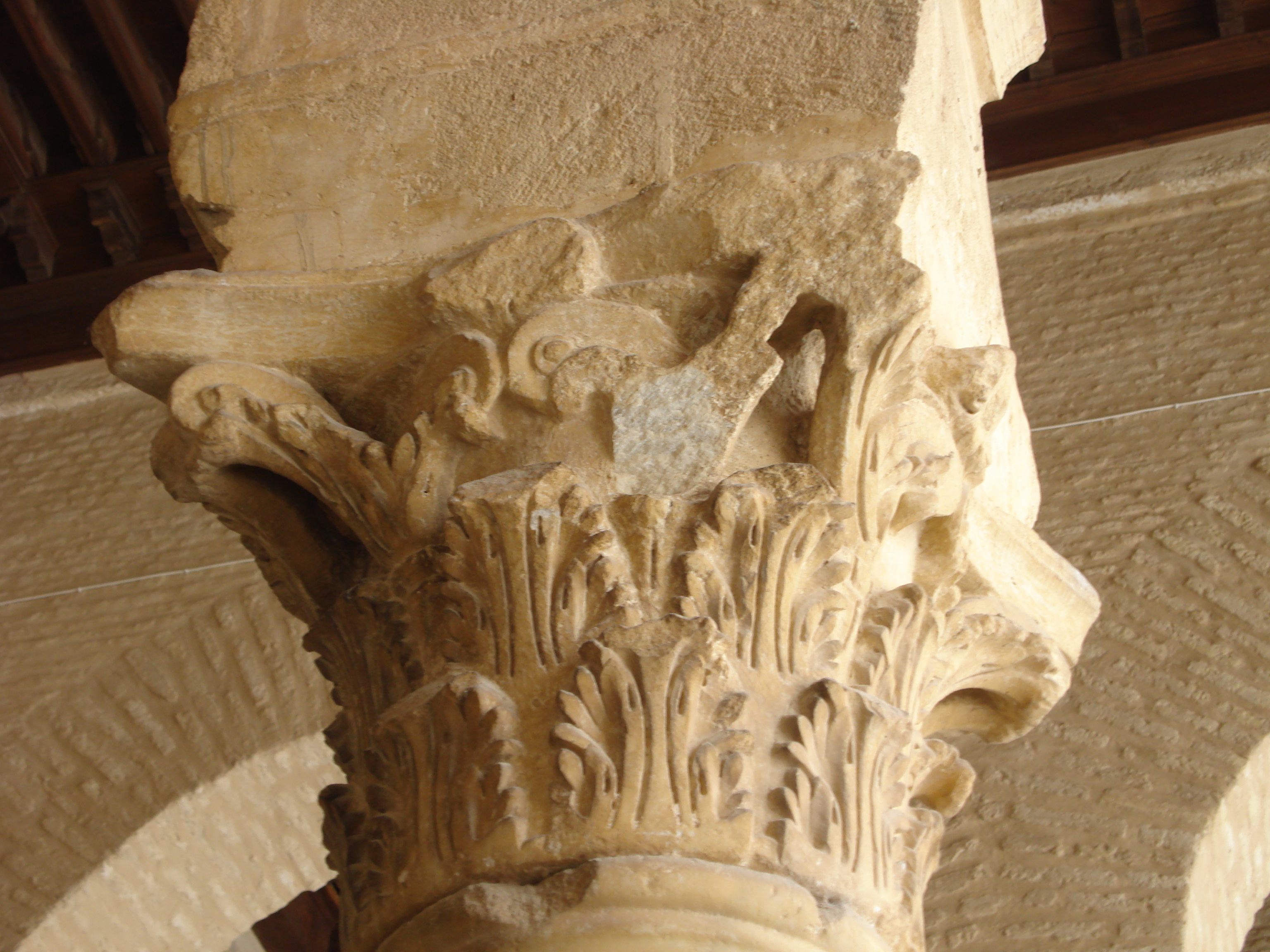
Chapiteau à feuilles d'acanthe dans la grande mosquée de Kairouan (Tunisie).